# Sarah F. Maclaren
Sarah F. Maclaren (Londra, 4 giugno 1964) è una sociologa e antropologa italiana di origine britannica.
Si occupa di cultural studies, storia delle idee, estetica, retorica e promozione culturale.

## Biografia
Sarah Maclaren è nata a Londra (Gran Bretagna) e si è trasferita a Roma, dove vive tuttora. Dopo aver frequentato il liceo ginnasio statale Augusto, ha conseguito la laurea in Lettere moderne con indirizzo demo-etno-antropologico all'università “La Sapienza”. Successivamente ha ottenuto il dottorato di ricerca in filosofia all'università di “Tor Vergata”. Dal 1999 Sarah Maclaren è docente presso la sede romana della Loyola University of Chicago, dove insegna “Italy Today” e “Italian Fashion and Design”. È vicecaporedattore della rivista Agalma, fondata dal filosofo Mario Perniola nel 2000. È autrice di volumi e articoli sulla storia delle idee e cultural studies. Nel 2004 è stata a Kyoto, in Giappone, dove ha compiuto una ricerca sul pensiero estetico dell'architetto Arata Isozaki. Ha tenuto varie conferenze in Italia, Europa, Giappone, Australia, Canada, Stati Uniti d'America e Brasile.

## Magnificenza
Il lavoro di Sarah Maclaren si è focalizzato sulla nozione di magnificenza. Nel volume Magnificenza e mondo classico (2003), l'autrice traccia la storia di questa idea profondamente radicata nella cultura occidentale fin dall'antichità classica.. Nota in greco antico come megaloprépeia e in latino come magnificentia, essa significa fare qualcosa in grande in maniera appropriata e conveniente alla situazione. Nonostante essa sia stata spesso confusa come altri concetti simili come la magnanimità e il sublime, la magnificenza, secondo Maclaren, ha sempre avuto che fare con le questioni etiche ed estetiche della cultura occidentale, con gli aspetti dell'eccellenza e del coraggio, con la generosità e la dignità degli stili di vita elevati.. L'autrice evidenzia come da Platone, Erodoto, Senofonte, Aristotele, fino a Cicerone, Demetrio e Vitruvio, la magnificenza, nella sua storia plurimillenaria, sia sempre stata una nozione interdisciplinare che ha riguardato la filosofia, l'estetica, l'economia, l'antropologia, la sociologia, la critica d'arte, la retorica, l'architettura e l'arte. Accanto alle sue accezioni positive, tuttavia, la magnificenza è una forma di eccellenza che può anche pendere verso il male. Alcibiade sarebbe il personaggio più esemplificativo di come nulla di grande, né in bene né in male, deriva dalle nature mediocri. Per questo duplice aspetto, il filosofo Mario Perniola, nel suo volume Strategie del bello. Quarant'anni di estetica italiana (1968-2008) (2009), ha collocato la magnificenza nella corrente del pensiero tragico, che costituirebbe una delle sei tendenze del panorama estetico . Maclaren inoltre evidenzia come la storia della magnificenza si è sempre distinta e alternata con quella del lusso . Nel libro La magnificenza e il suo doppio. Il pensiero estetico di Giovanni Battista Piranesi (2005), l'autrice fornisce un'interpretazione filosofica ed estetica del noto artista italiano . Nella prima parte del volume ricostruisce la storia dell'idea di magnificenza nella cultura dal medioevo – il cui massimo rappresentante è stato Tommaso d'Aquino – e fino alle varie declinazioni cui viene sottoposta durante l'età umanistica e il Rinascimento . Successivamente dimostra come Giovanni Battista Piranesi abbia rilanciato con grande coraggio, attraverso un'opera simultaneamente teorica e grafica, la nozione di magnificenza che non era più in consonanza con il Settecento, né con la cultura illuministica e neppure con la nascita della mentalità borghese (Maclaren 2005: 30-45). Questa operazione si colloca in un dibattito in cui Piranesi fu protagonista della valorizzazione della genialità e dell'originalità dell'architettura romana rispetto a quella greca . Nell'opera Della Magnificenza ed Architettura de' Romani (1761), Piranesi riprende tutte le accezioni della plurisecolare nozione e la ripropone sotto una veste democratica come una virtù del popolo romano e della grandezza politica della Roma repubblicana . Nell'ampio excursus, Maclaren sottolinea come Piranesi abbia fornito un'ulteriore slittamento alla nozione di magnificenza. Si tratta di un aspetto sotterraneo e inquietante che viene associato alle cloache e alle Carceri (Maclaren 2005: 38-45). In tal modo Maclaren sostiene che esiste un'affinità tra l'impostazione architettonica delle Carceri e quella dei fastosi palazzi barocchi. Questi due aspetti sono presenti nelle sue incisioni delle rovine dell'antica Roma e in quelle delle cloache e ciò permette di comprendere non solo la doppia valenza – per così dire “bianca” e “nera”, già individuata da Platone – della magnificenza, ma diventa anche la chiave per intendere tutta l'opera di Piranesi, sia quella teorica che quella grafica (Mario Perniola 2009: 95). Tuttavia sarà proprio la magnificenza “alternativa” di Piranesi ad avere maggior influenza su scrittori, artisti, poeti, musicisti, registi e architetti dalla fine del Settecento in poi. Non meno rilevante è l'influsso che l'architetto italiano abbia avuto sugli outsider artists, tra cui spicca l'italo-americano Achilles Rizzoli .

## Giappone
Sarah Maclaren si è occupata anche del Giappone, dove ha condotto una ricerca su alcuni aspetti dell'estetica e dell'architettura contemporanea nipponica. Tra questi spicca Arata Isozaki, noto per essere una delle figure più eclettiche sulla scena architettonica mondiale. Nell'ultima parte del volume La magnificenza e il suo doppio. Il pensiero estetico di Giovanni Battista Piranesi (2005), Maclaren dimostra come Isozaki, nel corso della sua lunghissima carriera, si è spesso ispirato a Piranesi e soprattutto a quegli aspetti più controversi e connessi con l'avanguardia (Maclaren 2005: 145-151). Nel lavoro Arata Isozaki e la fine dell'utopia , l'autrice si sofferma soprattutto sugli aspetti rivoluzionari, iconoclasti, provocatori e anti-modernisti che hanno attraversato l'opera dell'architetto nipponico. Tale presa di posizione gli ha consentito di guadagnarsi un profilo originale sulla scena mondiale e di essere considerato uno degli architetti che ha saputo al meglio coniugare l'architettura e l'estetica nipponica con quella occidentale. Maclaren (2005) inoltre dimostra come l'architettura giapponese abbia acquisito alcuni aspetti della magnificenza teorizzata proprio da Piranesi. Le opere infrastrutturali, le isole artificiali, i Global Cities, testimoniano l'enorme sforzo di realizzare strutture pubbliche a disposizione di tutti. Tuttavia le chika sembrano richiamarsi all'aspetto alternativo della magnificenza proposta già da Piranesi. Queste città sotterranee ci ricordano le scene piranesiane delle cloache romane (Maclaren 2005: 151).

## L'artigianato artistico e gli “Studio Crafts”
Sarah Maclaren si è dedicata anche all'artigianato artistico. Nel lavoro Che cosa sono gli Studio Crafts? espone i tratti salienti di questo campo, come sono le caratteristiche principali di tale categoria, che cosa la distingue dall'arte e dall'design, in che cosa consista la virtuosità tecnica degli artigiani artisti, il loro apprendistato e professionalità, la produzione, ricezione e “consumo” dei manufatti; analizza infine il contesto italiano in cui non esiste ancora una vera valutazione di questo campo artistico ed estetico. Nell'articolo Studio Craft. Una produzione tra arte e artigianato (2007) presenta una ricostruzione storica, ma anche un'attenta analisi della produzione di ceramica giapponese onta. Fino all'inizio del 1930, tale ceramica era prodotta per il fabbisogno locale dalla piccola comunità agricola di Sarayama nel Giappone meridionale. Maclaren racconta di come questa forma di artigianato rurale e marginale si sarebbe potuta estinguere, se non fossero intervenute delle efficaci operazioni di rivalutazione, che hanno trasformato la ceramica onta in una delle più apprezzate al mondo, tanto da essere oggetto di collezione e di esposizione nei musei. L'autrice si sofferma inoltre sull'influente ed eclettica figura di Yanagi Soetsu che, ispirandosi al movimento britannico dell'Arts and Crafts, s'impegnò affinché si costituisse in Giappone un campo culturale in grado di conservare e rivalutare le produzioni artigianali tradizionali che rischiavano di scomparire a causa della rapida industrializzazione del paese. Yanagi non solo riuscì nel suo intento, creando il noto movimento mingei, ma fondò altresì musei, riviste culturali, mostre e premi per i migliori artigiani artistici. Nei suoi lunghi viaggi attraverso il Giappone, Yanagi collezionò i migliori esemplari di tale plurisecolare produzione, tra cui anche la ceramica onta.

## Brasile
Sarah Maclaren si è occupata anche dello studio dell'antropologia e dell'estetica brasiliana. Tra i suoi campi d'interesse spiccano lo studio culturale del nordest brasiliano dove sta conducendo una ricerca su una piccola comunità nello Stato del Pernambuco, grazie all'appoggio dell'Instituto Arqueológico Histórico e Geográfico Pernambucano di cui è socia .

## Opere
Lista parziale
- Lusso, spreco, magnificenza, in Il lusso oscuro oggetto del desiderio, in Agalma, no. 2, 2002: 43-62. ISBN 9788883531330. http://www.agalmaweb.org/sommario.php?rivistaID=2
- L'immagine dell'Italia nei Cultural Studies anglofoni, in Agalma, no. 4, gennaio 2003: 81-93.
- Magnificenza e mondo classico, in Agalma, no. 5, 2003. Numero monografico. ISBN 9788883532412. http://www.agalmaweb.org/sommario.php?rivistaID=5
- La magnificenza e il suo doppio. Il pensiero estetico di Giovanni Battista Piranesi, Milano, Mimesis, 2005. ISBN 9788884832481.
- Piranesi y la magnificencia de las aguas de Roma, Los sentidos del agua, Revista de Occidente, 306, 2006: 261-79. ISSN 0034-8635.
- 'architettura magnifica di Achilles G. Rizzoli, in Outsider culture, in Agalma, no. 14, 2007: 42-57. ISBN 9788883535994. http://www.agalmaweb.org/sommario.php?rivistaID=14
- Studio Craft. Una produzione tra arte e artigianato, in, Alberto Caoci, Franco Lai, a cura, Gli “oggetti culturali”. L'artigianato tra estetica, antropologia e sviluppo locale, Milano, Franco Angeli, 2007: 93-106. ISBN 9788846483850.
- Che cosa sono gli Studio Crafts?, in Mano, maniera, manierismo, in Agalma, no. 13, 2007: 48-56. ISBN 978-88-8353-560-4. http://www.agalmaweb.org/sommario.php?rivistaID=13 Archiviato il 21 aprile 2009 in Internet Archive.
- “Arata Isozaki e la fine dell'utopia, in Il senso della fine, in Agalma, no. 19, 2009: 61-75. ISSN 1723-0284 (WC · ACNP).